# Maya Lin
Maya Ying Lin sinh ngày 5 tháng 10 năm 1959 tại Athens, Ohio, Hoa Kỳ, là nghệ sĩ và nhà thiết kế kiến trúc nổi tiếng về công trình điêu khắc và nghệ thuật phong cảnh. Bà nổi tiếng vì đã thiết kế Đài tưởng niệm Chiến tranh Việt Nam ở Washington, D.C.

## Cuộc đời
Maya Ying Lin là một người Mỹ gốc Hoa, sinh tại Athens, Ohio. Cha mẹ bà nhập cư vào Hoa Kỳ năm 1949 và định cư ở tiểu bang Ohio năm 1958, một năm trước khi sinh Maya Ying Lin. Người cha của bà, ông Henry Huan Lin, là chuyên gia đồ gốm sứ và cựu khoa trưởng của "Trường Mỹ thuật" Đại học Ohio. Bà là cháu họ của Lâm Huy Nhân, người được coi là nữ kiến trúc sư đầu tiên ở Trung Quốc. Lâm Giác Dân, một trong 72 người tử đạo trong vụ Nổi dậy Quảng Châu lần thứ hai là người anh em họ của ông nội bà.
Maya Ying Lin học ở Đại học Yale, đậu bằng cử nhân năm 1981 và bằng thạc sĩ kiến trúc năm 1986. Bà cũng đã được trao tặng bằng tiến sĩ danh dự của Đại học Yale, Đại học Harvard, Williams College và Smith College. Bà là người trẻ tuổi nhất ở Đại học Yale được trao bằng tiến sĩ danh dự về Mỹ thuật năm 1987.
Lin là con gái út, bà có một anh trai là giáo sư tiếng Anh kiêm thi sĩ. Thời niên thiếu, bà không có nhiều bạn và thường quanh quẩn trong nhà, thích học hành. Khi không học ở trường, bà theo học các khóa học độc lập ở đại học Ohio và dùng thời gian rảnh rỗi để đúc các đồ bằng đồng tại xưởng đúc của trường. Lin, lớn lên như một người thiểu số gốc châu Á, đã nói rằng bà "thậm chí còn không nhận ra" mình là người Trung Quốc cho tới mãi sau này, và rằng phải đến lứa tuổi 30 bà mới muốn tìm hiểu nền văn hóa gốc của mình. Bình luận về thiết kế một ngôi nhà mới cho Nhà bảo tàng Trung Quốc ở Hoa Kỳ gần phố Trung Quốc, Manhattan thuộc thành phố New York của mình, Lin đã gắn kèm một ý nghĩa cá nhân vào dự án để thành một dự án có liên quan tới Trung Quốc vì bà muốn 2 cô con gái của mình biết "phần này là di sản của họ".

## Đài tưởng niệm chiến tranh Việt Nam

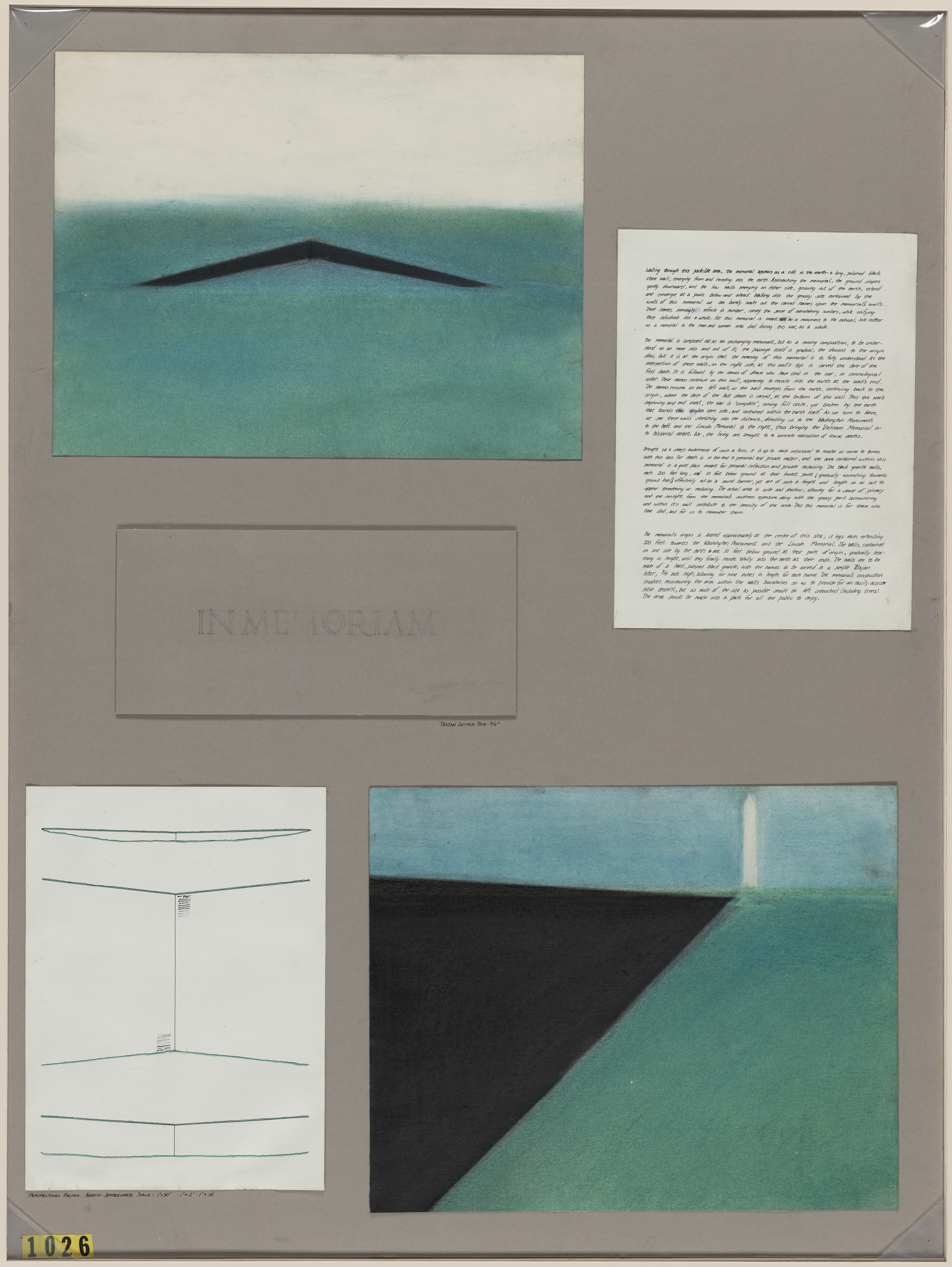
Bản thiết kế gốc Đài thưởng niệm chiến tranh Việt Nam do Maya Lin nộp

Năm 1981, ở tuổi 21 và còn là sinh viên chưa tốt nghiệp, Maya Ying Lin đã thắng cuộc thi công cộng về thiết kế cho Đài tưởng niệm Chiến tranh Việt Nam, đánh bại 1.441 đối thủ khác. Bức tường xây bằng đá đen, với các tên của 58.272 chiến sĩ tử trận được khắc trên bề mặt tường, đã được hoàn thành trong tháng 10 năm 1982 và được khánh thành ngày 13.11.1982. Bức tường hình chữ V này bằng đá granite, với một bên quay về Đài tưởng niệm Lincoln còn bên kia quay sang tượng đài Washington.
Quan niệm của Lin là tạo ra một khoảng hở hoặc một vết thương trên mặt đất để tượng trưng cho tính nghiêm trọng của việc mất các chiến sĩ. Thiết kế này ban đầu đã gây tranh cãi vì người ta cho là không theo qui ước và truyền thống của một đài tưởng niệm chiến tranh. Những người chống đối cũng lên tiếng phản đối vì gốc gác châu Á của bà. Tuy nhiên, đài tưởng niệm này đã được dựng và từ đó đã trở thành nơi hành hương quan trọng cho những thân nhân và bạn bè của những binh sĩ Mỹ tử trận ở Việt Nam, và những thẻ bài cá nhân cùng các vật lưu niệm được để lại tại bức tường hàng ngày để tưởng niệm họ. Năm 2007, Viện Kiến trúc sư Hoa Kỳ xếp công trình tưởng niệm này vào hạng 10 trong danh sách Công trình Kiến trúc được ưa chuộng của Hoa Kỳ (America's Favorite Architecture) của họ.
Lin tin rằng nếu ban giám khảo cuộc thi không bị "mù" - vì những bản thiết kế được ghi bằng số thay vì tên (người nộp) - thì bà "sẽ không thể nào thắng". Sau khi sắc tộc của mình bị tiết lộ, bà từng nhận sự quấy rối phiền nhiễu. Ross Perot, doanh nhân nổi tiếng, sau này là ứng cử viên độc lập thứ ba trong cuộc tranh cử tổng thống Hoa Kỳ (1992 và 1996) đã gọi bà là "egg roll" sau khi biết bà là người gốc châu Á. Lin đã bảo vệ bản thiết kế của mình trước Quốc hội Hoa Kỳ, và cuối cùng đã đạt tới thỏa hiệp: sẽ đặt một nhóm tượng đồng gồm 3 chiến binh với lá cờ Hoa Kỳ bên cạnh bức tường tưởng niệm.

## Công việc sau Đài tưởng niệm Chiến tranh Việt Nam
Hiện nay bà sở hữu xưởng điêu khắc "Maya Lin Studio" ở thành phố New York, tiếp tục thiết kế các công trình khác, trong đó có Đài tưởng niệm Quyền Công dân ở Montgomery, Alabama (1989) và "the Wave Field" ở Đại học Michigan (1995).
- Năm 1994, bà là đối tượng của phim tài liệu đoạt Giải Oscar mang tên Maya Lin: A Strong Clear Vision. Tên phim lấy từ một bài nói chuyện của bà tại Juniata College trong đó bà nói về quá trình thiết kế đài tưởng niệm. Bà nói về nguồn gốc công trình của mình: "Công trình của tôi bắt nguồn từ một ý muốn đơn giản là làm cho mọi người nhận thức được môi trường chung quanh và điều này có thể bao gồm không chỉ là thế giới vật chất mà còn gồm cả thế giới tâm lý mà chúng ta đang sống".[6] Theo bà thì nghệ thuật phải là một hành động của mỗi cá nhân sẵn sàng để nói lên một cái gì đó mới và rằng cái đó không phải là cái khá quen thuộc.[6] Khi dự án đi theo cách của mình, bà sẽ cố gắng để "hiểu được định nghĩa (của công trình đó) bằng lời nói trước khi tìm ra hình thức của công trình. Để hiểu cái gì là khái niệm và cái gì sẽ là bản chất của nó thậm chí trước khi đến thăm công trình đó".[6]
- Năm 1999, bà triển lãm Il Cortile Mare (1998) về thiết kế đồ nội thất, các hình mẫu và hình của các đồ nội thất tại Học viện Hoa Kỳ ở Roma, Ý.[19]
- Năm 2000, bà lại xuất hiện trong đời sống công cộng với quyển sách nhan đề Boundaries.[20]
- Cũng năm 2000, bà đồng ý làm kiến trúc sư cho Confluence Project (Dự án Ngã ba sông), một loạt tác phẩm nghệ thuật trưng bày ngoài trời tại các địa điểm lịch sử dọc theo sông Columbia và sông Snake ở các tiểu bang Washington và Oregon. Đây là dự án lớn nhất và lâu dài nhất mà bà đã tham gia tính tới ngày nay.[21]
- Năm 2002, bà được bầu làm "Alumni Fellow" (thành viên Cựu sinh viên) của Yale Corporation (Hội đồng Yale), tức ban lãnh đạo của Đại học Yale, trong một cuộc đua tranh không bình thường. Đối thủ của bà là W. David Lee, một mục sư địa phương ở New Haven tốt nghiệp Yale Divinity School (trường thần học Yale), người đưa ra chủ trương xây dựng các mối quan hệ với cộng đồng được sự hỗ trợ của các nhân viên công đoàn đại học Yale. Maya Ying Lin được sự hậu thuẫn của chủ tịch đại học Yale Richard Levin, các thành viên khác của "Yale Corporation", và là ứng viên chính thức được "Hiệp hội cựu sinh viên đại học Yale" ủng hộ.
- Năm 2003, Lin là thành viên ban giám khảo "Cuộc thi thiết kế đài tưởng niệm Trung tâm thương mại thế giới" (World Trade Center Site Memorial Competition).
- Năm 2005, bà được bầu vào Viện hàn lâm Nghệ thuật và Văn chương Hoa Kỳ (The American Academy of Arts and Letters), và vào National Women's Hall of Fame ở Seneca Falls, New York.
- Cùng năm,[22] bà cũng thiết kế một quảng trường mới ở Trường Nghệ thuật Claire Trevor của Đại học California tại Irvine.[23]
- Lin được đại học Ohio đặt thiết kế một công viên gọi là "thẻ đục lỗ" (punched card) ở Bicentennial Park (Công viên kỷ niệm đệ nhị bách chu niên) của trường, một cảnh quan được thiết kế giống như một thẻ đục lỗ theo nghĩa đen. Công viên này là một khoảng không gian rộng với những gò đống hình chữ nhật và những hố trống trên mặt đấtphoto Lưu trữ ngày 18 tháng 8 năm 2008 tại Wayback Machine. Ban đầu công viên này bị chỉ trích vì tương đối ít hấp dẫn (với các hố hình thẻ bấm lỗ khiến cho muỗi tràn vào và ngăn chặn sự an toàn của việc vui chơi giải trí) và thiếu các cây xanh hoặc cấu trúc khác để che ánh nắng cho sinh viên. Hơn nữa, nếu nhìn từ mức nền, khó có thể hình dung công viên giống như cái gì; mặc dù nhìn từ trên không thì công viên giống như một thẻ đục lỗ. Dù rằng từ đó trường đại học đã cho trồng các cây xanh quanh chu vi công viên nhằm làm cho công viên hấp dẫn hơn, nhưng đã không thành công.[24][25]
- Năm 2007, Lin dựng tượng "Above and Below" (trên và dưới), một tác phẩm điêu khắc ở ngoài trời tại Nhà bảo tàng nghệ thuật Indianapolis ở Indiana. Tượng này làm bằng ống nhôm và được tô màu bằng kỹ thuật điện phân.
- Năm 2008, bà hoàn thành tác phẩm điêu khắc nặng 30 tấn gọi là "2 x 4 Landscape", triển lãm tại M.H. de Young Memorial Museum ở San Francisco, California.[26]

Các dự án hiện thời của bà trong đó có tác phẩm nghệ thuật trưng bày ở Trung tâm nghệ thuật Storm King.
- Năm 2009, bà hoàn thành tác phẩm "Sông bạc" (Silver River), công trình nghệ thuật đầu tiên của bà ở Las Vegas, là thành phần của bộ sưu tập mỹ thuật công cộng ở MGM Mirage's CityCenter, được khai trương trong tháng 12 năm 2009. Bà tạo ra một hình đúc sông Colorado dài 84 foot (26 m) làm toàn bằng bạc thu hồi từ bạc phế thải. Với tác phẩm này, bà muốn nói về việc giữ gìn nước và sự quan trọng của sông Colorado đối với tiểu bang Nevada về mặt nước và năng lượng.[29] Tác phẩm này được trưng bày ở sau quầy lễ tân của Aria Resort & Casino.
- Năm 2009, Maya Lin được tổng thống Barack Obama trao Huy chương quốc gia về Nghệ thuật.[30]

## Thứ tự công trình theo niên đại

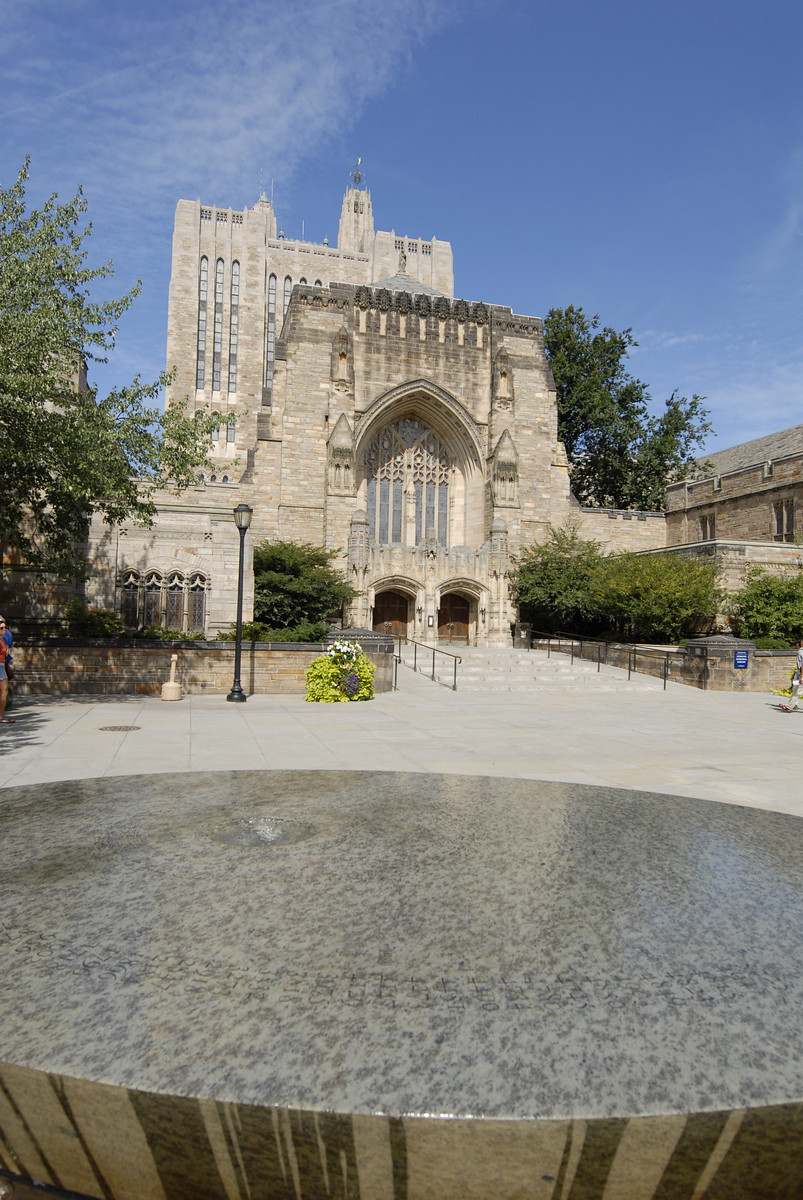
'Women's Table' của Maya Ying Lin ở trước mặt Sterling Memorial Library tưởng nhớ vai trò của phụ nữ ở Đại học Yale

Maya Lin là một trong số những nhà thiết kế kiến trúc xuất sắc nhất trong thế kỷ 21. Mặc dù bà khởi nghiệp trong thế kỷ 20, tầm nhìn và sự tập trung của bà bao giờ cũng là vì sao cần có khoảng không gian trong tương lai và điều đó có ý nghĩa thế nào đối với mọi người. Bà tìm cách bớt tập chú vào ảnh hưởng chính trị trong thiết kế mà tập trung nhiều vào việc tạo ra không gian và các cảm xúc và cái sẽ tượng trưng cho người sử dụng. Cùng với những dự án kiến trúc, bà cũng làm nhiều tượng điêu khắc. Dưới đây là những cộng trình đáng chú ý của bà.
- Đài tưởng niệm Chiến tranh Việt Nam (1980–82), Washington, D.C.[32]
- Aligning Reeds (1985), New Haven, Connecticut[32]
- Đài tưởng niệm Quyền Công dân (1988–89), Montgomery, Alabama[32]
- Open-Air Peace Chapel (1988–89), Juniata College, Huntingdon, Pennsylvania[32]
- Topo (1989–91), Charlotte Sports Coliseum, Charlotte, North Carolina[32]
- Eclipsed Time(1989–95), Pennsylvania Station, New York, New York[32]
- Women's Table (1990–93), Yale University, New Haven, Connecticut[32]
- Weber House (1991–93), Williamstown, Massachusetts[32]
- Groundswell (1992–93), Wexner Center for the Arts, Columbus, Ohio[32]
- Nhà bảo tàng Nghệ thuật châu Phi (1992–93), New York, New York.[32]
- Wave Field (1993–95), FXB Aerospace Engineering Building, Ann Arbor, Michigan[32]
- 10 Degrees North (1993–96), Rockefeller Foundation Headquarters, New York, New York[32]
- A Shift in the Stream (1995–97), Principal Financial Group Headquarters, Des Moines, Iowa[32]
- Reading a Garden (1996–98), Cleveland Public Library, Cleveland, Ohio[32]
- Private Duplex Apartment, New York City (1996–98), New York[32]
- Topographic Landscape (1997) (Portable sculpture)[32]
- Phases of the Moon (1998) (Portable sculpture)[32]
- Avalanche (1998) (Portable sculpture)[32]
- Thư viện Langston Hughes (1999), Clinton, Tennessee[32]
- Timetable (2000), Stanford University, Stanford, California[32]
- The character of a hill, under glass (2000–01), American Express Client Services Center, Minneapolis, Minnesota[32]
- Ecliptic (2001), Grand Rapids, Michigan[32]
- Input (2004), Bicentennial Park, Athens, Ohio
- Riggio-Lynch Chapel (2004), Clinton, Tennessee
- Arts Plaza, Claire Trevor School of the Arts (2005), Irvine, California
- Confluence Project: Cape Disappointment State Park (2006)
- Confluence Project: Vancouver Land Bridge (2008)
- Confluence Project: Sandy River Delta (2008)
- Confluence Project: Sacajawea State Park (2010)
- Ellen S. Clark Hope Plaza, Washington University in St. Louis (2010)
- Confluence Project: Chief Timothy Park (2011)

## Đời tư
Maya Ying Lin kết hôn với Daniel Wolf, một người buôn bán máy chụp hình ở New York. Họ có 2 cô con gái: India và Rachel.